# فولكوم

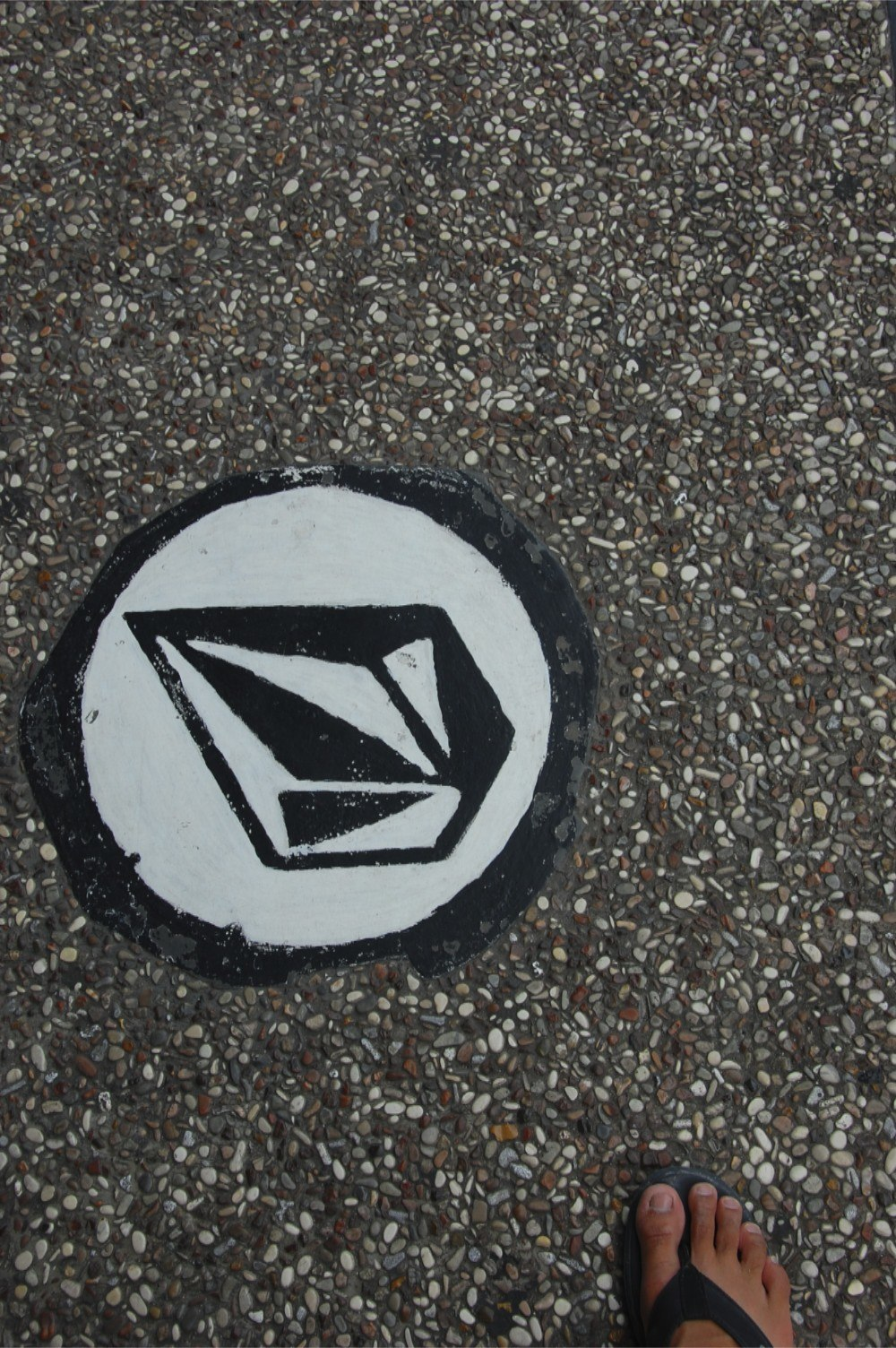
فن الشارع الذي يحمل شعار فولكوم.

فولكوم (بالإنجليزية: Volcom) هي علامة تجارية لأسلوب الحياة تقوم بتصميم وتسويق وتوزيع المنتجات الموجهة للوحات الرياضية. يقع المقر الرئيسي لشركة فولكوم في كوستا ميسا ، كاليفورنيا، الولايات المتحدة (الولايات المتحدة). تود هيميل هو الرئيس التنفيذي لشركة فولكوم.

## روابط خارجية
- الموقع الرسمي